# Keratoisis paucispinosa
Keratoisis paucispinosa är en korallart som först beskrevs av Wright och Studer 1889.  Keratoisis paucispinosa ingår i släktet Keratoisis och familjen Isididae. Inga underarter finns listade i Catalogue of Life.